# Frédéric Makowiecki
Frédéric Makowiecki (Arrás, Francia, 22 de noviembre de 1980) es un piloto de automovilismo francés que se ha destacado a nivel profesional en gran turismos. En el Campeonato Mundial de GT1 resultó subcampeón en 2012 y cuarto en 2010, obteniendo un total de 12 victorias. Además ha obtenido victorias de clase en el Campeonato Mundial de Resistencia y victorias absolutas en el Super GT Japonés.

## Carrera deportiva

### Primeros años
Makowiecki compitió en karting en la década de 1990 tanto a nivel francés como europeo y mundial. En 2000 saltó directamente a la categoría promocional de monoplazas Fórmula 3 Francesa, donde resultó cuarto en la clase B.
El piloto pasó a competir en gran turismos en 2001, y fue subcampeón en el Campeonato Francés de GT en la clase GT Cup con un Porsche 911. En 2002 compitió en el certamen principal con un Porsche 911 GT2, finalizando 17º con cuatro podios en 11 carreras. El francés disputó en 2003 el Campeonato Francés de GT y la Copa Porsche Carrera Francia, en ambos casos de manera parcial y con un Porsche 911.
Makowiecki obtuvo el título en la clase GT Cup del Campeonato Francés de GT 2004, logrando seis victorias, y finalizó tercero en la Copa Porsche Carrera Francia. En 2005 volvió a correr en la clase principal del Campeonato Francés de GT pero con un Chrysler Viper, obteniendo el 11º lugar con una victoria y dos podios.
En 2006, el piloto resultó subcampeón de la Copa Porsche Carrera Francia con una victoria y ocho podios. También participó en el Campeonato Francés de GT y el Campeonato Europeo de GT3 con un Chrysler Viper, y una fecha del Campeonato FIA GT con una Ferrari 550 Maranello.
Makowiecki obtuvo nuevamente el subcampeonato en la Copa Porsche Carrera Francia 2007. En paralelo, resultó octavo en el Campeonato Francés de GT para Larbre y logró un podio en el Campeonato Europeo de GT3 para Hexis, en ambos casos con un Aston Martin DB9.
El francés mantuvo una nutrida agenda deportiva en 2008. Resultó cuarto en la Copa Porsche Carrera Francia; disputó el Campeonato Europeo de GT3 para Hexis con un Aston Martin DB9; quedó 11º en el Campeonato Francés de GT con un Saleen S7 de Larbre; llegó segundo en la clase GT1 de los 1000 km de Cataluña de la Le Mans Series con un Saleen S7 de Larbre, y corrió una fecha del Campeonato FIA GT también para Labre.
En 2009, Makowiecki finalizó tercero en la Copa Porsche Carrera Francia con tres victorias y ocho podios, y participó en la clase GT3 del Campeonato Francés de GT con una Ferrari F430. Además, resultó séptimo en el Campeonato Europeo de GT3 con un Aston Martin DB9 de Hexis; y obtuvo un segundo lugar y un séptimo de la clase GT2 en dos fechas del Campeonato FIA GT, en ambos casos con un Aston Martin Vantage de Hexis junto a Stefan Mücke.
En 2010, obtuvo el título en la Copa Porsche Carrera Francia con seis victorias y podios en 11 de 12 carreras; finalizó noveno en el Campeonato Europeo de GT3 con un Aston Martin DB9 de Hexis; y disputó algunas carreras del Campeonato Francés de GT y el Open Internacional de GT con une Ferrari F430.

### FIA GT1, GT2 y Blancpain Series
Luego de la creación del Campeonato Mundial de GT1 en 2010, Hexis fichó a Makowiecki para pilotar un Aston Martin DB9. Obtuvo tres victorias y dos segundos puestos, además de puntuar en diez de veinte fechas, de modo que quedó cuarto en el campeonato de pilotos.
Makowiecki disputó seis de las diez fechas del Campeonato Mundial de GT1 2011, en este caso con un Ford GT de Marc VDS. Consiguió cuatro victorias en 12 carreras como compañero de butaca de Maxime Martin. También disputó la Blancpain Endurance Series con un Aston Martin DB9 de la clase GT3 Pro para Hexis, resultando 16º junto a Henri Moser. Por otra parte, disputó la Copa Intercontinental Le Mans para Luxury con una Ferrari 458 de la clase GT2, obteniendo dos podios junto a Stéphane Ortelli.
En 2012, Makowiecki volvió a correr en el Campeonato Mundial de GT1 con Hexis, pero ahora al volante de un McLaren MP4-12C. Acompañado de Stef Dusseldorp, consiguió cinco victorias, un segundo puesto, un tercero y tres cuartos en 18 carreras. Sin embargo, fue superado por Marc Basseng y Markus Winkelhock por un punto, y debió conformarse con el subcampeonato. Como consuelo, ganó el City Challenge Baku junto a Dusseldorp. También con un McLaren MP4-12C de Hexis, consiguió una victoria en la Blancpain Endurance Series. Al año siguiente, obtuvo la victoria en la fecha de Silverstone de la Blancpain Endurance Series.

### LMGTE Pro, IMSA y Super GT
Además, en 2012 corrió las tres primeras fechas del Campeonato Mundial de Resistencia (WEC) con una Ferrari 458 de Luxury Racing, acompañando a Jaime Melo Jr. Obtuvo un segundo puesto en la clase GT2 en las 24 Horas de Le Mans, y un tercero en las 6 Horas de Spa-Francorchamps. Sin embargo, el equipo debió cerrar y no pudo continuar en el certamen.
Prodrive, en ese momento el equipo oficial de Aston Martin en el Campeonato Mundial de Resistencia (WEC), contrató a Makowiecki para disputar la temporada 2013 con un Aston Martin Vantage. Obtuvo dos victorias y cuatro podios en cinco apariciones, aunque abandonó en las 24 Horas de Le Mans. Así, se ubicó 12º en el campeonato de pilotos de GTE, y aportó puntos para los subcampeonatos de marcas y equipos. Por otra parte, participó en el Super GT Japonés para el equipo Dome con un Honda HSV-010 de la clase GT500. Acumuló una victoria y cinco top 5 junto a Naoki Yamamoto, lo que lo colocó séptimo en el campeonato de pilotos y cuarto en el de equipos.
En 2014, Makowiecki pasó a ser piloto oficial de Porsche en su programa de gran turismos. Con un Porsche 911 del equipo Manthey en el Campeonato Mundial de Resistencia obtuvo dos victorias de clase en Silverstone y Shanghái, y tres segundo lugares, de modo que se consagró subcampeón del campeonato de pilotos de la clase GT, por detrás de Gianmaria Bruni y Toni Vilander de Ferrari. Además, disputó cuatro carreras de la Super GT con un Honda NSX de la clase GT500, logrando una victoria en Fuji, y un tercer puesto en Suzuka; y participó de la fecha de Austin de la United SportsCar Championship de la IMSA en un tercer Porsche del equipo Core, finalizando quinto en su clase.

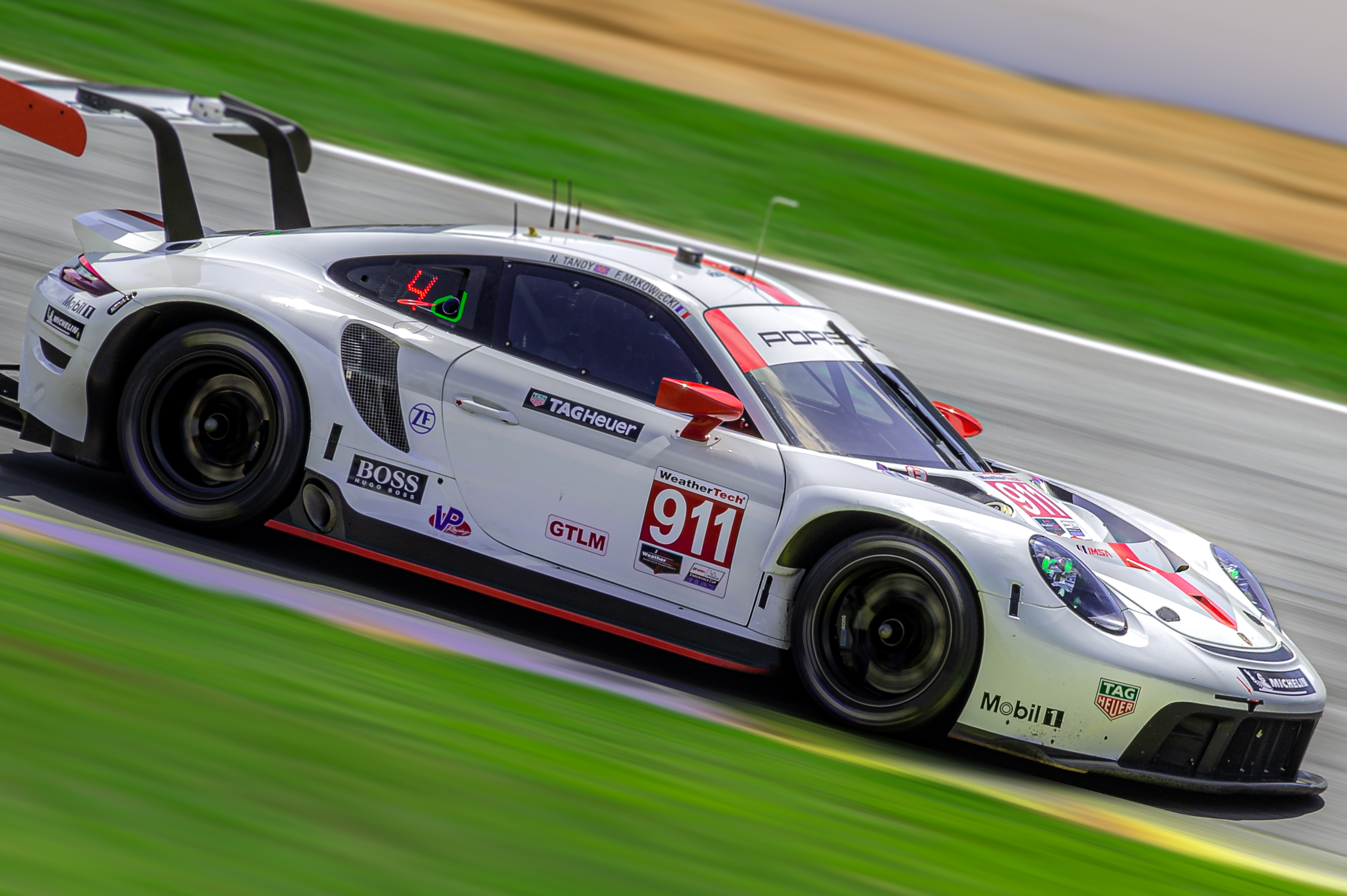
Porsche 991 RSR de la temporada 2020 de IMSA, conducido por Nick Tandy y Frédéric Makowiecki.

Makowiecki logró la victoria en Bareín, cuatro segundos puestos y un tercero, para terminar quinto en la clase LMGTE Pro del Campeonato Mundial de Resistencia 2015. También disputó cuatro carreras de la United SportsCar Championship.
En 2016, pasó a correr la temporada completa de la IMSA SportsCar Championship junto con Earl Bamber. Lograron la victoria en Austin, y cuatro terceros puestos en las 24 Horas de Le Mans, las 12 Horas de Sebring, Laguna Seca y Virginia, para terminar séptimos en la clase GT Le Mans. En tanto, que en las 24 Horas de Le Mans no pudo terminar la carrera.
Tras volver al WEC en 2017, año en el que obtuvo el subcampeonato junto a Richard Lietz, Makowiecki dejó de competir a tiempo completo en la clase LMGTE Pro. En 2022, ganó las 24 Horas de Le Mans en su clase, junto a Lietz y Gianmaria Bruni. También obtuvo importantes victorias en GTLM de IMSA, como tres 12 Horas de Sebring consecutivas (2018-2020), y un quinto puesto final en la temporada 2020.

### Hypercar
En 2023, el francés es elegido por Porsche para ser uno de los pilotos oficiales encargados de conducir los nuevos Porsche 963, de la categoría principal de la resistencia: la Hypercar.

## Resultados

### Campeonato Mundial de Resistencia de la FIA
(Clave) (negrita indica pole position) (cursiva indica vuelta rápida)

| Año     | Escudería            | Clase     | Automóvil                | 1   | 2   | 3   | 4   | 5   | 6   | 7   | 8   | 9   | Pos. | Puntos | Ref.  |
| ------- | -------------------- | --------- | ------------------------ | --- | --- | --- | --- | --- | --- | --- | --- | --- | ---- | ------ | ----- |
| 2012    | Luxury Racing        | LMGTE Pro | Ferrari 458 Italia GT2   | SEB | SPA | LMS | SIL | SÃO | BHR | FUJ | SHA |     | 54.º | 3.5    | [ 2 ] |
| 2012    | Luxury Racing        | LMGTE Pro | Ferrari 458 Italia GT2   | Ret | 16  | 16  |     |     |     |     |     |     | 54.º | 3.5    | [ 2 ] |
| 2013    | Aston Martin Racing  | LMGTE Pro | Aston Martin Vantage GTE | SIL | SPA | LMS | SÃO | COA | FUJ | SHA | BHR |     | 9.º  | 73.5   | [ 3 ] |
| 2013    | Aston Martin Racing  | LMGTE Pro | Aston Martin Vantage GTE | 3   | 2   | Ret |     | 1   | 1   |     |     |     | 9.º  | 73.5   | [ 3 ] |
| 2014    | Porsche Team Manthey | LMGTE Pro | Porsche 911 RSR          | SIL | SPA | LMS | COA | FUJ | SHA | BHR | SÃO |     | 2.º  | 134.5  | [ 4 ] |
| 2014    | Porsche Team Manthey | LMGTE Pro | Porsche 911 RSR          | 1   | 9   | 2   | 2   | 11  | 1   | 5   | 2   |     | 2.º  | 134.5  | [ 4 ] |
| 2015    | Porsche Team Manthey | LMGTE Pro | Porsche 911 RSR          | SIL | SPA | LMS | NÜR | COA | FUJ | SHA | BHR |     | 5.º  | 118    | [ 5 ] |
| 2015    | Porsche Team Manthey | LMGTE Pro | Porsche 911 RSR          | 7   | 2   | Ret | 2   | 2   | 2   | 3   | 1   |     | 5.º  | 118    | [ 5 ] |
| 2017    | Porsche GT Team      | LMGTE Pro | Porsche 911 RSR          | SIL | SPA | LMS | NÜR | MEX | COA | FUJ | SHA | BHR | 2.º  | 145    | [ 6 ] |
| 2017    | Porsche GT Team      | LMGTE Pro | Porsche 911 RSR          | 3   | 5   | 3   | 2   | 3   | 6   | 2   | 2   | 4   | 2.º  | 145    | [ 6 ] |
| 2018-19 | Porsche GT Team      | LMGTE Pro | Porsche 911 RSR          | SPA | LMS | SIL | FUJ | SHA | SEB | SPA | LMS |     | 11.º | 55     | [ 7 ] |
| 2018-19 | Porsche GT Team      | LMGTE Pro | Porsche 911 RSR          |     | 2   |     |     |     |     |     | 2   |     | 11.º | 55     | [ 7 ] |

### 24 Horas de Le Mans
| Año     | Equipo                    | Copilotos                         | Automóvil                | Clase    | Vueltas | Pos. | Pos. Clase |
| ------- | ------------------------- | --------------------------------- | ------------------------ | -------- | ------- | ---- | ---------- |
| 2011    | Luxury Racing             | Stéphane Ortelli Jaime Melo       | Ferrari 458 Italia GTC   | GTE Pro  | 183     | DNF  | DNF        |
| 2012    | Luxury Racing             | Jaime Melo Dominik Farnbacher     | Ferrari 458 Italia GTC   | GTE Pro  | 333     | 18.º | 2.º        |
| 2013    | Aston Martin Racing       | Bruno Senna Rob Bell              | Aston Martin Vantage GTE | GTE Pro  | 252     | DNF  | DNF        |
| 2014    | Porsche Team Manthey      | Marco Holzer Richard Lietz        | Porsche 911 RSR          | GTE Pro  | 337     | 15.º | 3.º        |
| 2015    | Porsche Team Manthey      | Patrick Pilet Wolf Henzler        | Porsche 911 RSR          | GTE Pro  | 14      | DNF  | DNF        |
| 2016    | Porsche Motorsport        | Earl Bamber Jörg Bergmeister      | Porsche 911 RSR          | GTE Pro  | 140     | DNF  | DNF        |
| 2017    | Porsche GT Team           | Richard Lietz Patrick Pilet       | Porsche 911 RSR          | GTE Pro  | 339     | 20.º | 4.º        |
| 2018    | Porsche GT Team           | Richard Lietz Gianmaria Bruni     | Porsche 911 RSR          | GTE Pro  | 343     | 16.º | 2.º        |
| 2019    | Porsche GT Team           | Richard Lietz Gianmaria Bruni     | Porsche 911 RSR          | GTE Pro  | 342     | 21.º | 2.º        |
| 2020    | Porsche GT Team           | Richard Lietz Gianmaria Bruni     | Porsche 911 RSR-19       | GTE Pro  | 335     | 31.º | 5.º        |
| 2021    | Porsche GT Team           | Richard Lietz Gianmaria Bruni     | Porsche 911 RSR-19       | GTE Pro  | 343     | 23.º | 4.º        |
| 2022    | Porsche GT Team           | Richard Lietz Gianmaria Bruni     | Porsche 911 RSR-19       | GTE Pro  | 350     | 28.º | 1.º        |
| 2023    | Porsche Penske Motorsport | Dane Cameron Michael Christensen  | Porsche 963              | Hypercar | 325     | 16.º | 9.º        |
| 2024    | Porsche Penske Motorsport | Matt Campbell Michael Christensen | Porsche 963              | Hypercar | 311     | 6.º  | 6.º        |
| 2025    | Alpine Endurance Team     | Jules Gounon Mick Schumacher      | Alpine A424              | Hypercar | 384     | 10.º | 10.º       |
| Fuente: |                           |                                   |                          |          |         |      |            |